# Force aérienne de la république islamique d'Iran
Ne pas confondre avec les forces aériennes des Gardiens de la révolution islamique, qui dépendent du corps des Gardiens de la révolution islamique.
La Force aérienne de la république islamique d'Iran (نیروی هوایی ارتش جمهوری اسلامی ایران) est la branche aérienne de l'armée régulière de l'Iran. Son quartier général se situe sur la base aérienne de Doshan Tappeh (12e base aérienne tactique) (35° 41,47′ N, 51° 28,33′ E) dans l'est de la ville de Téhéran.

## Historique

### XXe siècle
L'histoire de l'armée de l'air iranienne commence avec l'Imperial Iranian Air Force (en), fondée en 1920 par le shah Reza Pahlavi, opérationnelle avec les premiers pilotes complètement formés le 25 février 1925.
Jusqu'à la Seconde Guerre mondiale, la flotte de l'armée de l'air consista entièrement en des appareils européens (principalement allemands). Cependant, après l'invasion anglo-soviétique de l'Iran pendant la guerre à la suite de la déclaration de neutralité de Reza Shah, les bases de l'armée de l'air iranienne furent occupées par les Alliés et tous les appareils existants furent détruits ou démantelés par les Britanniques.

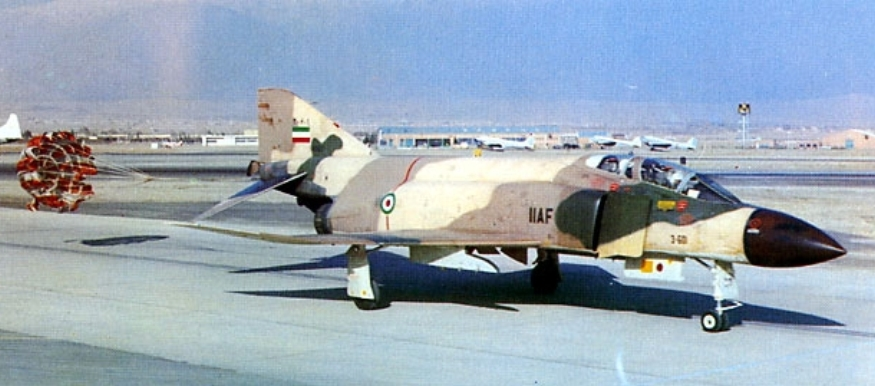
Un McDonnell Douglas F-4 Phantom II de l'Imperial Iranian Air Force en 1974.

Pendant la Guerre froide, l'Iran fut allié aux États-Unis. Ceux-ci fournirent la majeure partie d'un équipement de plus en plus important et sophistiqué. L'Iran intervint en outre durant la crise congolaise par la fourniture d'un escadron aux forces engagées dans l'opération des Nations unies au Congo puis durant la guerre du Dhofar dans les années 1970 pour écraser une rébellion en Oman.

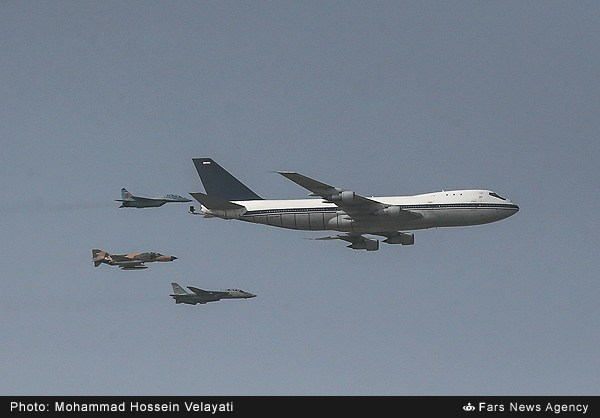
L'Iran est l'unique pays utilisant des Boeing 747 en version de ravitaillement en vol. Deux exemplaires reçus avant la Révolution, un seul en service en 2018. Ici lors d'un défilé en 2015 avec un MiG-29, un F-4 et un F-14.

La chute du shah issue de la révolution iranienne modifia l'organisation de l'armée iranienne qui prend son nom de force aérienne de la république islamique d'Iran en février 1979 . L'armée de l'air disposant de 730 hélicoptères et 420 avions de combat est elle-même fut décimée par des purges et de nombreux pilotes furent écartés ou quittèrent le pays. On estime que la moitié des effectifs des forces aériennes fut expulsée du pays. Cela laissa l'armée de l'air peu préparée à la guerre Iran-Irak. Cette situation contribua à conforter le leader irakien Saddam Hussein dans l'idée que les forces aériennes d'Iran seraient incapables de s'opposer à l'invasion irakienne qu'il avait préparé. Mais contre toute attente, l'armée de l'air, bien qu’affaiblie, ne perdit rien de sa combativité et s'opposa avec succès au premières frappes irakiennes (Opération Kaman 99), facilitant ainsi la préparation des forces terrestres iraniennes à l’invasion des troupes irakiennes. On estime que ce conflit voit 244 victoires aériennes en faveur des Iraniens contre 70 victoires irakiennes mais devant le manque de pièces de rechange, seule une centaine d'avions était opérationnelle à la fin de la guerre. 60 % (250 sur 430) des aéronefs iraniens perdus au combat ont été détruits par la défense antiaérienne irakienne.

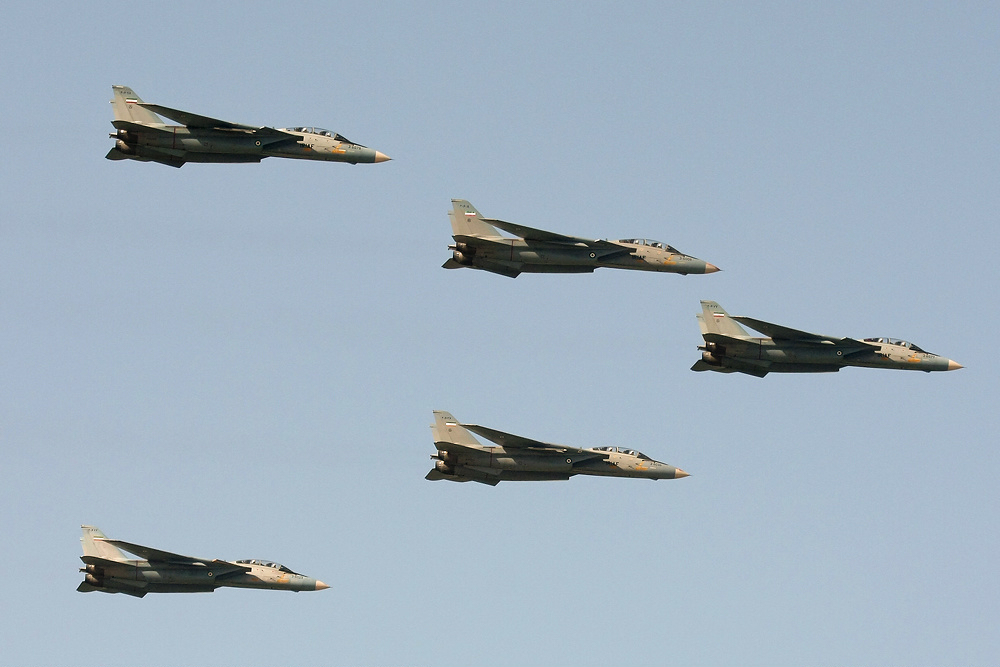
Cinq F-14A iraniens en 2011.

L'Iran fut le seul pays au monde à acquérir des avions de chasse Grumman F-14 Tomcat américains hors US Navy entre 1976 et 1979 à une époque où les relations entre les États-Unis et ce pays étaient très bonnes. La réception du 80e appareil commandé fut annulée à la suite de la prise de pouvoir par les islamistes. À cause des relations conflictuelles entre l'Iran et le monde occidental, l'Iran dut se procurer de nouveaux équipements en Russie et en Chine.
Depuis la révolution, la composition exacte de l'armée de l'air iranienne est difficile à déterminer, mais des estimations existent. De nombreux appareils appartenant à l'armée de l'air irakienne ont trouvé refuge en Iran pendant la guerre du Golfe et nombreux sont les appareils qui ont été mis en service dans l'armée de l'air iranienne ou démantelés pour leurs pièces détachées.
À cause de manques continus de pièces détachées, la décision a été prise à la fin des années 1990 de développer une industrie aéronautique locale pour soutenir l'armée de l'air.
La compagnie nationale HESA a ainsi développé les avions de chasse iraniens Azarakhsh, Saeqeh, Shafaq, Qaher-313 et Kowsar.
Depuis début 2009, l'armée de l'air a perdu sa composante de défense anti-aérienne, laquelle est devenue une armée indépendante au même titre que l'armée de terre ou la marine.

### XXIe siècle

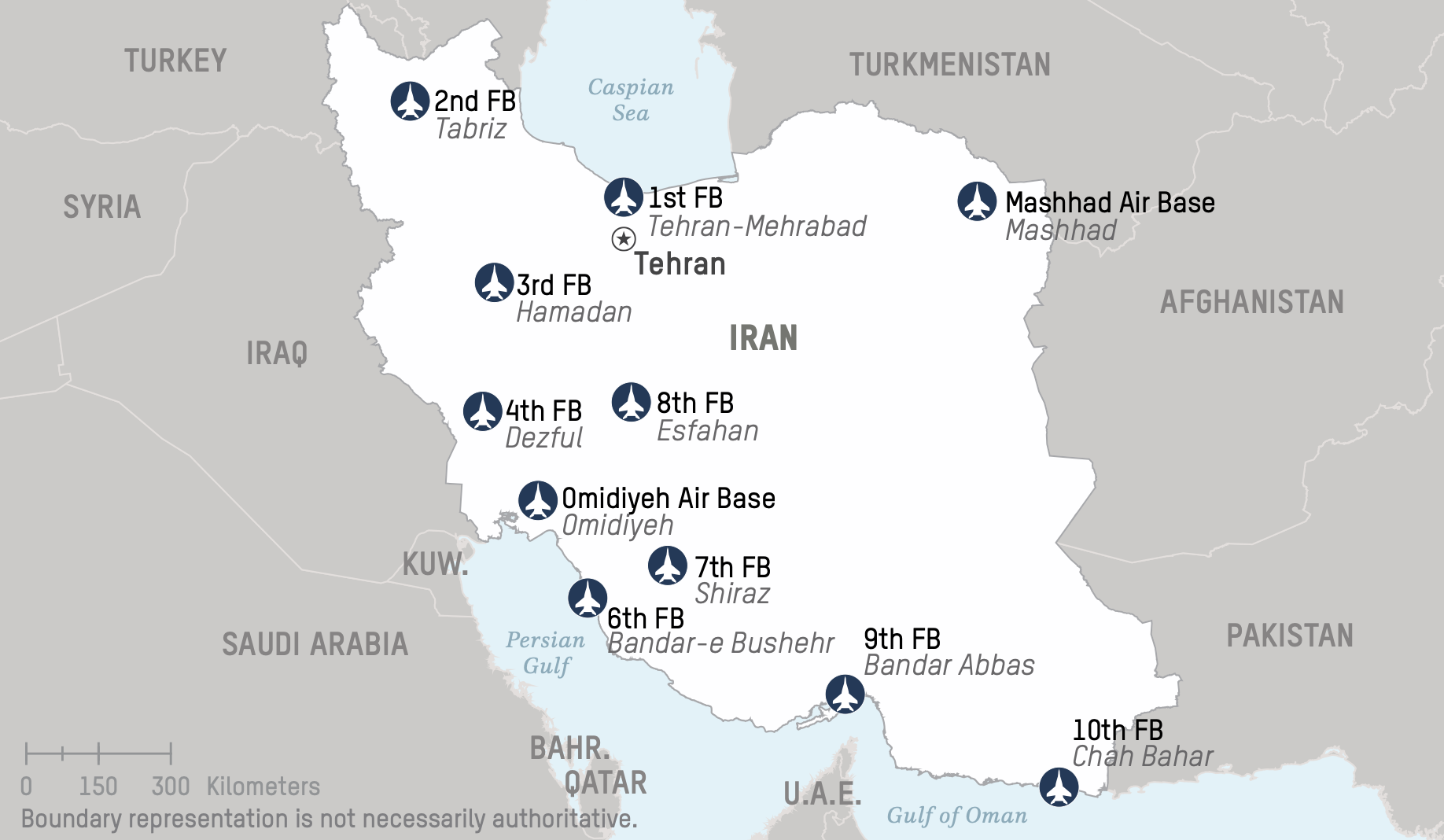
Carte des bases aériennes abritant des avions de combat iraniens.

En 2006, après que les médias iraniens aient publié une série de rapports suggérant que le Venezuela était intéressé par la vente de ses 21 F-16 Fighting Falcon à l’Iran un conseiller d’Hugo Chavez a confirmé à l’Associated Press que « l’armée vénézuélienne envisage de vendre sa flotte d’avions de combat F-16 de fabrication américaine à un autre pays, peut-être l’Iran, en réponse à une interdiction américaine des ventes d’armes au gouvernement du président Hugo Chávez ». En réponse, Sean McCormack, porte-parole du département d’État américain, a averti le Venezuela que « sans le consentement écrit des États-Unis, le Venezuela ne peut pas transférer ces articles de défense, et dans ce cas des F-16, à un pays tiers ». En 2025, ces F-16 sont toujours au Venezuela.
Selon Moscow Defense Brief, la Russie a livré 6 chasseurs d’entraînement et d’attaque au sol Su-25UBK, 12 hélicoptères de transport militaire Mi-171Sh, 21 hélicoptères de transport Mi-171 et 3 hélicoptères médicaux Mi-17B-5 à l’Iran entre 2000 et 2006. Un programme de réparation et de modernisation de 700 millions de dollars des chasseurs MiG-29 et Su-24 de l’IRIAF a également été achevé.
En 2007, l’Irak a demandé à l’Iran de restituer certains des dizaines d’avions de chasse irakiens qui y avaient volé avant la guerre du Golfe en 1991.  En 2014, l’Iran était réceptif aux demandes et travaillait à la remise à neuf d’un nombre indéterminé d’avions.  Fin 2014, l’Iran a renvoyé 130 avions militaires à l’Irak.
Le 22 septembre 2009, un Il-76 de l’IRIAF est entré en collision avec un F-5E peu après un défilé annuel à Téhéran et s’est écrasé près de Varamin, tuant les sept personnes à bord.
Fin 2014, il y avait des preuves que l’IRIAF était impliqué dans l’intervention militaire de 2014 contre l’État islamique en Irak et au Levant. Une vidéo publiée par Aljazeera semblait montrer un F-4 Phantom II iranien bombardant des bâtiments de l’EIIS dans le gouvernorat de Diyala.
La flotte aérienne de l’IRIAF est vieillissante, certains avions ont plus de 40 ans, ce qui a entraîné plusieurs accidents.  
- Le 24 mai 2022, deux Chengdu J-7 de construction chinoise se sont écrasés à l’est d’Ispahan, tuant les pilotes.

- Un F-5F s’est écrasé sur une école à Tabriz le 21 février 2022, tuant à la fois l’équipage et une personne au sol.

- En juin 2021, un autre F-5F s’est écrasé près de Dezful, tuant les deux membres d’équipage.

- De plus, le 25 décembre 2019, un MiG-29 s’est écrasé dans les montagnes de Sabalan, et le 26 août 2018, un F-5F s’est écrasé près de Dezful, tuant le pilote et blessant le copilote.

En 2023, pour le 44e anniversaire de la révolution de 1979, l'armée iranienne dévoile sa dernière base aérienne souterraine Oghab 44.
Durant la guerre Iran-Israël de juin 2025, il n'a pas eu de combat aérien entre avions pilotés. Plusieurs bases iraniennes sont bombardés par les forces israéliennes et des appareils comme des chasseurs F-14 et F-5 ainsi que des hélicoptères AH-1 sont détruits au sol.

## Identité visuelle, symboles et emblèmes

Cocarde de l'armée de l'air iranienne.

Les marquages de l'armée de l'air de la république islamique d'Iran ne sont pas différents de ceux utilisés par la Force aérienne impériale. La seule différence étant le nom de l'armée. La cocarde reste inchangée, elle est standard et composée de trois cercles concentriques. Le cercle extérieur étant vert, celui du milieu blanc et l'intérieur rouge. Le drapeau de queue est une simplification du drapeau de l'Iran avec le symbole central en moins.

## Équipements

### Aéronefs
Il y a peu de sources fiables sur la flotte d'avions iraniens. La force aérienne de la république islamique d'Iran dispose actuellement du parc suivant basé sur le document World Air Forces 2025 et les dernières évolutions de l'année en cours.

#### Avions de combat(209 en service)
| Aéronef                      | Origine          | Type                                    | Quantité         | Versions         | Remarques |
| Avions de chasse             | Avions de chasse | Avions de chasse                        | Avions de chasse | Avions de chasse | Avions de chasse |
| ---------------------------- | ---------------- | --------------------------------------- | ---------------- | ---------------- | --- |
| F-4 Phantom II               | États-Unis       | Avion de chasse Avion de reconnaissance | 64               | F-4D/E RF-4E     | 225 commandés (32 F-4D / 177 F-4E / 16 RF-4E) 64 en service (10 F-4D / 50 F-4E / 4 RF-4E) 22 perdus |
| F-5 Tiger II                 | États-Unis       | Avion de chasse                         | 33               | F-5E/F           | Livrée entre 1965 et 1976. Deux modèles d'avions produit localement, HESA Saeqeh (8) en 2020 et HESA Kowsar (3) 2020. 2 détruits par Israël en 2025. |
| Mirage F1                    | France           | Avion multirôle                         | 12               | F1 EQ/BQ         | Pendant la guerre du Golfe (1990-1991), de nombreux pilotes irakiens ont piloté des avions Mirage F1 vers l'Iran. L'Iran les aurait modernisé. 17 en 2021. |
| Chengdu J-7                  | Chine            | Avion de chasse                         | 17               | F-7M/FT-7        | Chasseurs F-7M et FT-7 achetés à la Chine dans les années 90. 19 en 2021. 18 en 2023 un accidenté en 2022. |
| F-14 Tomcat                  | États-Unis       | Avion multirôle                         | 36               | F-14A            | 80 exemplaires commandés, 79 ont été livrés à l’origine. L’Iran dispose actuellement d’environ 40 F-14 restants, deux d’entre eux ayant été mis à niveau en F-14AM environ 20 entièrement aptes à la mission et les 20 autres partiellement aptes à la mission. 26 en 2021. 26 à 41 en service. 5 détruits par Israël en 2025. |
| Su-24                        | Russie           | Bombardier                              | 21               | Su-24MK          | 12 avions fournis par la Russie en 1991. 24 exemplaires irakiens ont été évacués vers l’Iran pendant la guerre du Golfe de 1991 et ont été mis en service avec l’IRIAF. 30 Su-24MK en service en janvier 2013. L’Iran a testé des missiles intelligents anti-radar produits dans le pays et transportés par des avions Su-24 en septembre 2011, a déclaré le commandant adjoint de l’IRIAF, le général Mohammad Alavi, selon IRINN TV. 23 en 2021.        |
| MiG-29                       | Russie           | Avion multirôle                         | 18               | MIG-29A/UB       | 14 MiG-29 livrés en 1990. 20 autres ont été livrés en 1991. 6 autres ont été livrés en 1993-1994. L’Iran a également pris 4 avions MiG-29 ex-irakiens survolés en 1991, dont un MiG-29UB. Un seul biplace est mis en service avec 3 monoplaces cannibalisées pour les pièces détachées. Le nombre actuel de MiG-29 en service actif est inconnu. Selon les médias russes, jusqu’à 30 (24 MiG-29A produit 9.12A et 6 MiG-29UB 9.51). 19 en 2021 24 en 2024 |
| Avion de guerre électronique |                  |                                         |                  |                  | |
| Boeing 707                   | États-Unis       | Transport VIP                           | 2                | 707(EW)          | également utilisé pour la guerre électronique. 2 en 2021 |
| Avion de patrouille maritime |                  |                                         |                  |                  | |
| Dassault Falcon 50           | France           | Avion de patrouille maritime            | 1                |                  | 1 en 2024 |
| Lockheed P-3 Orion           | États-Unis       | Avion de patrouille maritime            | 5                | P-3MP Orion      | 2021 |

#### Avions de soutien(63 en service)
| Aéronef                                            | Origine            | Type                              | Quantité           | Versions           | Remarques |
| Avion ravitailleur                                 | Avion ravitailleur | Avion ravitailleur                | Avion ravitailleur | Avion ravitailleur | Avion ravitailleur |
| -------------------------------------------------- | ------------------ | --------------------------------- | ------------------ | ------------------ | --- |
| Boeing 707                                         | États-Unis         | Avion ravitailleur                | 2                  |                    | 2021 1 détruit par Israël en 2025 |
| Boeing 747                                         | États-Unis         | Avion ravitailleur                | 3                  |                    | 2021 |
| Avion de transport                                 |                    |                                   |                    |                    | |
| Fokker F27                                         | Pays-Bas           | Avion de transport                | 5                  |                    | 2021 |
| Lockheed C-130 Hercules                            | États-Unis         | Avion de transport tactique       | 28                 | C-130H/E           | Neuf visibles sur Google Maps à la base aérienne de Mehrabad, avec divers magasins sous les ailes et certains ne semblent pas avoir les quatre moteurs installés. 27 en 2021. |
| Pilatus PC-6                                       | Suisse             | Transport utilitaire léger / ADAC | 13                 | PC-6B Turbo Porter | 2021 |
| Boeing 747                                         | États-Unis         | Transport VIP                     | 6                  |                    | 2021 |
| Iliouchine Il-76                                   | Union soviétique   | Avion de transport tactique       | 6                  |                    | 2021 |
| Avion de détection, de commandement et de contrôle |                    |                                   |                    |                    | |
|                                                    |                    |                                   |                    |                    | |
| Avion de surveillance                              |                    |                                   |                    |                    | |
|                                                    |                    |                                   |                    |                    | |

#### Avion d'entraînement(102 en service)
| Aéronef              | Origine    | Type                 | Quantité | Versions | Remarques                                      |
| -------------------- | ---------- | -------------------- | -------- | -------- | ---------------------------------------------- |
| Yak-130              | Russie     | Avion d'entraînement | 2        |          | 24 en commande, deux livrés en septembre 2023. |
| Pilatus PC-7         | Suisse     | Avion d'entraînement | 34       |          | 2021                                           |
| MFI-17 Mushshak (en) | Pakistan   | Avion d'entrainement | 26       |          | 26 chiffre en 2020                             |
| SOCATA TB-20         | France     | Avion d'entrainement | 12       |          | 12 formateurs en service.                      |
| Beechcraft Bonanza   | États-Unis | Avion d'entrainement | 28       |          |                                                |

#### Hélicoptères (5 en service)
| Aéronef              | Origine    | Type                           | Quantité | Versions                       | Remarques                                        |
| -------------------- | ---------- | ------------------------------ | -------- | ------------------------------ | ------------------------------------------------ |
| Bell 206             | États-Unis | Hélicoptère de transport       | 2        | Bell 206A Jet Ranger (AB-206A) | 2021                                             |
| Bell 212             | États-Unis | Hélicoptère de transport       | 1        |                                | 2 en 2021 1 en 2024 un accidenté le 19 mai 2024. |
| Boeing CH-47 Chinook | États-Unis | Hélicoptère de transport lourd | 2        | CH-47C                         | 2021                                             |

#### Drones
| Aéronef         | Origine | Type                                 | Quantité | Versions | Remarques |
| --------------- | ------- | ------------------------------------ | -------- | -------- | --- |
| Hamaseh (en)    | Iran    | Drône de reconnaissance              | ?        |          | |
| Shahed 129      | Iran    | Drone de reconnaissance et de combat | ?        |          | fabriqué en 2012, c'est le premier drone iranien MALE UAV d'une portée de 1 700 km et de 24h d'autonomie. |
| Qods Mohajer    | Iran    | Drone de reconnaissance              | ?        |          | Fabriqué par the Qods Aviation Industries en 2006, transportant des armes guidées par laser. |
| Ababil          | Iran    | Drone tactique                       | ?        |          | Comparé au Spewer, rayon d'action d'une centaine de kilomètres, vitesse de 300 km/h, équipé de caméras TV et Infrarouge, ses missions seraient principalement la reconnaissance et la surveillance tactique. Ce drone aurait effectué des vols au-dessus de l'Afghanistan et de l'Irak. |
| Fotros          | Iran    | Drone de reconnaissance              | ?        |          | Dévoilé en 2013, d'une portée de 2 000 km et peut voler à une altitude de 25 000 pieds avec une durée de vol de 16 à 30 heures |
| Karrar14        | Iran    | Drone de combat                      | ?        |          | |
| Qods Yasir (en) |         | Drone de reconnaissance              | ?        |          | Conçu sur la base du drone Boeing ScanEagle, il est propulsé par une hélice unique, et équipé d’une tourelle avec capteur électro-optique dévoilé en 2013. |
| Sarir           | Iran    | Drone furtif de longue endurance     | ?        |          | Opérationnel en 2013 |
| Kaman 22        | Iran    | Drone MALE                           | ?        |          | Mise en service en 2021, portée revendiquée de 3000 km et 300 kg de charge utile. |